# Liao Yongyuan
Liao Yongyuan né en 1962, est un ancien dirigeant d'entreprise chinois. Il était président de la China National Petroleum Corporation (CNPC), qui est le géant pétrolier de la Chine. Liao est également surnommé "Northwest Tiger" ( 西北虎  ). Le 15 mars 2015, Liao Yongyuan a été placé sous enquête par l'agence anti-corruption du Parti communiste.

## Carrière
Liao Yongyuan est née à Songzi, Hubei en 1962. Il est diplômé de la Jianghan Petroleum University (aujourd'hui Université de Yangtze) et de la China University of Petroleum .
En 1999, Liao est devenu le directeur général de Tarim Oilfield ( 塔里木油田  ). Il est devenu l'assistant du directeur général de la CNPC en 2004 et il est devenu vice-président de la CNPC en 2007. En 2013, Liao Yongyuan est devenu président de la CNPC.
Le 15 mars 2015, Liao Yongyuan a été placé sous enquête par l'instance disciplinaire interne du Parti pour "violations graves des lois et règlements". Il a été expulsé du Parti communiste le 15 juin 2015. Le 19 janvier 2017, il a été condamné à 15 ans et condamné à une amende de 1,5 million de yuans.